# Banda larga (album)
Banda larga è un album discografico dei Musica Nuda, duo composto da Petra Magoni e Ferruccio Spinetti, pubblicato il 29 gennaio 2013 dall'etichetta discografica Blue Note.

## Il disco
L'album è il primo nella carriera del duo suonato con un'orchestra, in particolare con l'Orchestra da camera delle Marche. Degli arrangiamenti si è occupato Daniele Di Gregorio, polistrumentista e arrangiatore che ha collaborato per molti anni con Paolo Conte.
Il disco contiene 20 brani, di cui 5 preludi, composizioni originali di Di Gregorio e 2 cover (Les Tam Tam du Paradis e Des Rondes sans l'eau). Hanno collaborato, tra gli altri, Joe Barbieri (duetto in Spina dorsale) e Francesco Bianconi dei Baustelle (autore del testo di Le cose).
La copertina è disegnata dal fumettista Sergio Algozzino.

## Tracce
1. Preludio Aria c'è
2. Aria c'è
3. Des ronds dans l'eau
4. Preludio Qui tra poco pioverà
5. Qui tra poco pioverà
6. Game of taking chances
7. Libera
8. Preludio Um outro Olhar
9. Um outro Olhar
10. Spina dorsale (feat. Joe Barbieri)
11. Luele
12. Carica erotica
13. Preludio Lirica Lirico
14. Lirica Lirico
15. Le cose (feat. Leone e Frida)
16. Japan
17. Luna suadente
18. Preludio Tu
19. Tu la prima volta di tutto
20. Les Tam-Tam du Paradis

## Formazione
- Petra Magoni - voce
- Ferruccio Spinetti - contrabbasso

Altri musicisti
- Orchestra da camera delle Marche

## Classifiche
| Paese  | Posizione raggiunta |
| ------ | ------------------- |
| Italia | 23                  |